# Salvia fulgens
Salvia fulgens (salvia mexicana escarlata) es una especie de planta fanerógama originaria de las montañas mexicanas del estado de Puebla, desde los 2500 y los 3900 metros, asociada a bosques de juníperos y bosque mixto de pino-encino, en especial en los claros de Abies religiosa. Las montañas reciben niebla y lluvia durante casi todo el año.

## Descripción
Salvia fulgens es un pequeño subarbusto que alcanza un tamaño de 50-100 cm de alto por 40-90 cm de ancho. Las flores de 3 cm de largo crecen en verticilos sueltos, y son de color rojo brillante, que refleja el nombre común y el sinónimo S. cardinalis. El labio superior tiene pelos rojos que brillan (fulgens) en el rocío de la mañana. El cáliz de color marrón rojizo permanece mucho tiempo después de que las flores caen.  Las hojas son en forma de corazón de color amarillo-verde,  y cubren la planta bastante profusamente.
Fue introducido en la horticultura occidental en el siglo XIX. Se ha cultivado en Gran Bretaña desde hace muchos años. Ha ganado la Award of Garden Merit de la Royal Horticultural Society.

## Propiedades
Se usan como somnífero infantil, los tallos, la hoja y las flores de esta planta preparados en cocción; se toma un poco de este té antes de dormir; o bien, se coloca una rama en la cabecera de la cama. En caso de fiebre (causados por calentura), se emplea el fruto machacado y se aplica a manera de cataplasma, hasta que desaparezcan. También se utiliza para hacer limpias.

## Taxonomía
Salvia fulgens fue descrita por Antonio José Cavanilles y publicado en Icones et Descriptiones Plantarum 1: 15, t. 23. 1791.
Etimología
Ver: Salvia
fulgens: epíteto latino que significa "brillante".
Sinonimia
- Piaradena fulgens (Cav.) Raf.
- Salvia boucheana Kunth
- Salvia cardinalis Kunth
- Salvia grandiflora Sessé & Moc.
- Salvia incana M.Martens & Galeotti
- Salvia orizabensis Fernald
- Salvia pendula Sessé & Moc.
- Salvia schaffneri Fernald[8]